# ローダッハ川
ローダッハ川 (ローダッハがわ、Rodach) は、ドイツのフランケンヴァルト西部を流れるマイン川右岸の支流。
途中左岸から合流してくる Wilden Rodach（荒々しいローダッハ）と区別するために Zahme Rodach（穏やかなローダッハ）とも呼ばれる。近接して流れるイッツ川の支流にも同名の「ローダッハ川」がある。
ローダッハ川は、テューリンゲン州のレンシュタイク（有名なトレッキングルート）沿い、標高690mにあるローダッヒャーブルン（ローダッハの泉）から湧出し、南に向かって流れ出す。支流のフレンキッシェ・ムシュヴィッツ川とティッチェングルントバッハ川の間の1.5kmは、テューリンゲン州とバイエルン州との州境をなしている。ティッチェンドルファーの筏池は、かつてはフランケンヴァルトで伐り出された木材を低地地方（オランダ）へ輸送するための筏の出発点となっていた。ノルトハルベンのわずかに下流側でローダッハ川の右岸からケーデル川が合流してくる。ケーデル川の少し上流には、飲料水貯水湖を形成するマウトハウス・ダムがある。そこから川は引き続き南西方向に流れ、市場町のシュタインヴィーゼンやマルクトローダッハを流れ下って、エルラブリュッケ付近で、連邦道B173号ホーフ - バンベルク線沿いにWilden Rodach川が合流してくる。クローナハに到着後、右岸からハースラハ川が合流する。その後のローダッハ川沿いの町には、キュプス、レドヴィッツがある。マルクトツォイルン到着前、標高270m付近でマイン川に注ぐ。この川沿いに全長52kmのローダッハ自転車道路がフランケンヴァルトフェラインによって整備されている。この道路はフレーサーヴェグ（筏の道）とも呼ばれる。